# Koko Taylor
Koko Taylor  (28 de septiembre de 1928 - 3 de junio de 2009) fue una cantante de Blues de Estados Unidos conocida popularmente como "la Reina del Blues" por su voz áspera y potente y su estilo basado en el blues tradicional.

## Vida y Carrera
Su nombre de pila era Cora Walton. Nació en Memphis, Tennessee, siendo la hija de un aparcero. dejó Memphis para ir a Chicago, Illinois en 1952 con su marido, el camionero Robert "Pops" Taylor. A finales de los años 1950 comenzó a cantar en clubes de blues de Chicago. Fue descubierta por Willie Dixon en 1962, lo que le llevó a tener mejores actuaciones y su primer contrato de grabación. En 1965, Taylor firmó con Chess Records, con la cual grabó su sencillo "Wang Dang Doodle" (escrito por Dixon, y siendo un éxito de Howlin' Wolf cinco años antes), y en el que intervenían el harmonicista Little Walter y el guitarrista Hound Dog Taylor,; se convirtió en un gran éxito, alcanzando el número cuatro de las listas de R&B en 1966, y vendiendo un millón de copias. Taylor grabó muchas versiones de esta canción de Dixon en las últimas cuatro décadas, añadiendo más material, tanto original como versiones, pero nunca volvió a conseguir su éxito inicial en las listas.
Su gira nacional a final de la década de los 1960 y principios de los años 1970 amplió su base de fanes y comenzó a ser accesible a un mercado mayor, firmando por Alligator Records en 1975. Grabó nueve álbumes para esta discográfica, 8 de los cuales fueron nominados a los Grammys, dominando las listas de cantantes femeninas de Blues y ganando 24 premios de la música blues (más que ningún otro artista. Tras su recuperación de un accidente de tráfico gravísimo en 1989, en la década de los 90 hizo apariciones en películas como  Blues Brothers 2000, y abrió un club de blues en Division Street, Chicago en 1994, pero tuvo que cerrar en 1999.
Taylor ejerció su influencia sobre músicos como Bonnie Raitt, Shemekia Copeland, Janis Joplin, Shannon Curfman, y Susan Tedeschi. En los años previos a su muerte interpretó más de 70 conciertos al año y estableció su residencia al sur de Chicago, en Country Club Hills, Illinois.
En 2008 la Internal Revenue Service declaró que Taylor le debía 400 000 dólares en reembolsos de impuestos, penalizaciones e intereses. Sus problemas con los impuestos que afectaban a los ejercicios de los años 1998, 2000 y 2001; en esos tres años, sus ingresos brutos combinados fueron de 949 000 $.
Taylor murió el 3 de junio de 2009, tras complicaciones después de una intervención quirúrgica por sangrado gastrointestinal el 19 de mayo de 2009. Su última actuación tuvo lugar en la sesión de entrega de los Premios de la Música Blues (Blues Music Awards) el 7 de mayo de 2009.

## Premios
- Premio Grammy al mejor álbum de Blues tradicional, 1985.
- Premio Howlin' Wolf, 1996.
- Añadida a los miembros del salón de la fama del blues en 1997.
- Premio a toda una carrera de la Blues Foundation, 1999.
- Elegida como miembro de la NEA en su condición de patrimonio nacional viviente - 2004.
- Blues Music Award (anteriormente W. C. Handy Award) - 24 veces, en las siguientes categorías:
  - Artista de Blues femenina contemporánea.
  - Artista del año.
  - Artista femenina.
  - Artista femenina de Blues tradicional.
  - Vocalista del año.

Mejor álbum de blues en los séptimos premios anuales de música independiente (annual Independent Music Awards).

## Discografía
- Love You Like a Woman (Charly Records) - 30 de noviembre de 1968
- Koko Taylor (MCA/Chess) - 1969
- Basic Soul (Chess Records) - 1972
- South Side Lady (Evidence Records) - 1973
- I Got What It Takes (Alligator)
- Southside Baby (Black and Blue Records) - 1975
- The Earthshaker (Alligator) - 1978
- From The Heart Of A Woman (Alligator) - 1981
- Queen of the Blues (Alligator) - 1985
- An Audience with Koko Taylor (Alligator) - 1987
- Live from Chicago (Alligator) - 1987
- "Wang Dang Doodle" (Huub Records) - 1991
- Jump for Joy (Alligator) - 1992
- Force of Nature (Alligator) - 1993
- Royal Blue (Alligator) - 2000
- Deluxe Edition (Alligator) - 2002
- Old School (Alligator) - 2007